# Ksénia Dobrínina
Ksénia Dobrínina (en rus: Ксения Добрынина) (Vorónej, óblast de Vorónej, 11 de gener de 1994) és una ciclista russa professional des del 2013 i actualment a l'equip Servetto Giusta. S'ha especialitzat en la modalitat de contrarellotge.